# Frespera
Frespera is een geslacht van spinnen uit de familie springspinnen (Salticidae).

## Soorten
De volgende soorten zijn bij het geslacht ingedeeld:
- Frespera carinata (Simon, 1902)
- Frespera meridionalis Braul & Lise, 2002